# Гринвуд (Јужна Каролина)
Гринвуд (енгл. Greenwood) град је у америчкој савезној држави Јужна Каролина.

## Демографија
По попису из 2010. године број становника је 23.222, што је 1.151 (5,2%) становника више него 2000. године.
| Група             | 2000.          | 2010.          |
| Белци             | 10.328 (46,8%) | 9.795 (42,2%)  |
| Афроамериканци    | 10.044 (45,5%) | 10.389 (44,7%) |
| Азијати           | 191 (0,9%)     | 235 (1,0%)     |
| Хиспаноамериканци | 1.440 (6,5%)   | 2.550 (11,0%)  |
| Укупно            | 22.071         | 23.222         |